# Artakserkses I
Artakserkses I Długoręki (staropers. 𐎠𐎼𐎫𐎧𐏁𐏂) – król perski z dynastii Achemenidów, syn Kserksesa I, panował w latach 465 p.n.e. – 424 p.n.e. Z uwagi na wyznawanie świętej Arta, Kserkses nadał swemu synowi imię Artachszatra (Artakserkses – Królestwo Arta). Znany z łagodnej polityki wewnętrznej oraz ugodowej polityki wobec krajów sąsiednich.
Artakserkses I w czasie swoich długich rządów stłumił bunty: satrapy Syrii Megabazosa oraz powstanie Inarosa w Egipcie, któremu wsparcia udzielili Ateńczycy. Egipcjanie i jego sojusznicy ponieśli klęskę, jednak samo przeniesienie działań wojennych na terytorium perskie świadczy o postępującym słabnięciu achemenidzkiej monarchii. Dopełnieniem niepowodzeń była klęska floty perskiej na ogarniętym powstaniem Cyprze. W bitwie pod Salaminą cypryjską (449–448 p.n.e.) Ateńczycy zniszczyli perską flotę, co zmusiło Persów do rokowań pokojowych. Napięta sytuacja w Grecji skłoniła też samych Ateńczyków do ugodowej postawy. Do Suzy udał się poseł ateński Kallias, który w 448 p.n.e. zawarł pokój z Atenami (zwany pokojem Kaliasa). Zakończył on wieloletnie wojny grecko-perskie.
Po jego śmierci z przyczyn naturalnych w 424 roku p.n.e. następcą został jedyny syn jego i królowej Damasapii – Kserkses II. Miał także inne dzieci, które rządziły Persją po jego śmierci:
- Parysatis – z babilońską konkubiną Andią,
- Sogdianos – z babilońską konkubiną Alogune,
- Dariusz II – z babilońską konkubiną Kosmartidene.

## Artakserkses I w Biblii
W Biblii król pojawia się głównie w Księdze Ezdrasza. Wedle tejże, za panowania Artakserksesa I odbudowa Jerozolimy została wstrzymana na skutek napisanego przez Samarytan listu  oskarżającego Izraelitów o bycie ludem buntowniczym:

7. Za panowania Artakserksesa, króla Persji, list do niego napisali Biszelam, Mitredat, Tabeel i pozostali ich towarzysze. List był napisany w języku aramejskim i pismem aramejskim.[...]
15. Wydaj polecenie, żeby zbadano kroniki twoich przodków, a przekonasz się, że to miasto zawsze się buntowało, przyprawiając o wielkie straty królów i całe prowincje. Buntowało się od najdawniejszych czasów i dlatego zostało w końcu zburzone.
16. Chcemy cię więc ostrzec, o królu, że jeśli to miasto zostanie odbudowane, jeśli wokół niego na nowo zostaną wzniesione mury, to tym samym nic już nie będziesz posiadał po drugiej stronie Rzeki.

Po odczytaniu tegoż listu, Artakserkses miał napisać własny list do Izraelitów, w wyniku którego zakazał odbudowy miasta (Ezd 4, 18-24). Jakiś czas później Artakserkses przysłał do Jerozolimy Ezdrasza, na podstawie pamiętników którego napisana została Księga Ezdrasza. Ten był uczonym w Prawie Mojżeszowym i nauczał go Izraelitów. Król przekazał mu także dostęp do swojego skarbca, by brał z niego, aby przywrócić kult świątynny (Ezd 7,11-26).